# Софія Марс
Софія Марс, гербу Нога (пол. Zofia Mars herbu Noga; 26 жовтня 1896, Совліни, Австро-Угорщина — 23 червня 1942, Краків, Генерал-губернаторство) — польська художниця та ілюстраторка, одна з перших жінок, які навчалися в Академії образотворчого мистецтва Яна Матейка в Кракові.

## Життєпис
Софія Марс була третьою дитиною Казимира Леона Конрада Марса (1861—1908) і Владислави Казимири. У неї було чотири сестри (Яніна, Марія, Гелена та Єва) та один брат (Кшиштоф). Двоюрідним братом Софії був художник та ілюстратор Вітольд Марс.
Батько був власником маєтків Совліни та Лососіна Гірна у Лімановій, а також у Пустомитах. Крім сільськогосподарського виробництва, він також мав цегельний завод в Совлінах і лікувальний заклад у Пустомитах.
У 1908 році Софія вступила до другого класу Учительського інституту Сестер Непорочного Зачаття у Новому Сончі, де вже навчалися дві її старші сестри — Яніна і Марія (дружина останнього бургомістра Судової Вишні Володимира Пайгерта). У 1911—1912 та 1918—1919 роках відвідувала Вищі жіночі курси Адріана Баранецького.
У березні 1919 року вона подала документи до Академії образотворчих мистецтв у Кракові, ще до того, коли прийнято офіційне рішення про дозвіл для навчання жінок. Перші два роки (1919—1921) Софія Марс вивчала скульптуру у Костянтина Лащки. Після річної перерви вона повернулась до академії на другий семестр і почала навчатись на курсах Феліціана Щенсни Коварського у 1923—1924 роки. Протягом наступних двох років вона продовжувала навчання у нього (1924—1926), і 28 лютого 1925 року Рада професорів ухвалила рішення не зараховувати їй перший семестр 1924—1925 навчального року.
Софія Марс ніколи не одружувалась і не мала дітей. З усіх її братів і сестер лише вона не пережила Другу світову війну. Померла 23 червня 1942 року у госпіталі імені Юзефа Бабінського у Кракові, в результаті допитів німцями. На території шпиталю сьогодні встановлено пам'ятник роботи скульптора Юзефа Сєнковського на пам'ять про смерті 565 інтернованих. На пам'ятнику наявне поміж фнших ім'я та прізвище Софії Марс.

## Творчість
Софія Марс створила ілюстрації до книги Стефанії Вандичової під назвою «Фула у п'ятому класі. Розповідь про один навчальний рік у монастирі Сестер Непорочного Зачаття» (пол. Fula w piątej klasie. Historja jednego roku szkolnego w klasztorze S.S. Niepokalanek), яка була опублікована у 1922 році.
З травня по липень 1935 року відбувалась «Весняна виставка» у Львові. («Фрагмент з парку» / олія, «Море» / олія, «Голова хлопця» / олівець, «Дівчинка» / олія, «Дністер» / олія, «Хлопець» / олівець).